# Гелашвили, Тамаз
Тамаз Гелашвили (груз. თამაზ გელაშვილი; род. 8 апреля 1978) — грузинский шахматист, гроссмейстер (1999).
В составе национальной сборной участник 3-х олимпиад (2000, 2004—2006).

## Изменения рейтинга
| Графики недоступны из-за технических проблем. См. информацию на Фабрикаторе и на mediawiki.org. |